# Chamberlain (Saskatchewan)
Chamberlain es un pueblo canadiense situado en la provincia de Saskatchewan.

## Superficie
Chamberlain tiene una superficie de 0,68 km².

## Demografía
En 2021, tenía 96 habitantes, una densidad poblacional de 142,2 hab./km², y 52 viviendas.